# Kremlin de Vologda
Le Kremlin de Vologda (en russe : Волого́дский кре́мль ou (Город, Иасон-город)) est un ensemble architectural situé dans la partie centrale de la ville de Vologda, érigé comme forteresse en 1567, sur l'ordre d'Ivan le Terrible. Il a joué un rôle de défense de la ville durant les XVIe siècle et XVIIe siècle. Vers les années 1820, les murs et tours du kremlin ont été détruits. Depuis lors on appelle parfois petit kremlin ou kremlin la cour de l'Archevêque qui est également dotée de puissants murs de remparts, donnant sur la place du Kremlin.

## Le Kremlin auXVIesiècle
La construction du kremlin ou detinets de Vologda débute le 28 avril 1566, sur l'ordre d'Ivan le Terrible, le jour dédié aux missionnaires Jason de Thessalonique et Sosipater. C'est ce choix qui fait que la forteresse a aussi reçu le nom de Jason-ville (russe : Иасон-город). L'ingénieur anglais Humphrey Lock est invité à collaborer aux travaux d'édifications. Selon d'autres sources, c'est l'ingénieur russe Razmysl Petrov qui est invité. Le tsar souhaite y installer sa résidence. Le territoire du kremlin est limité au nord par la Vologda (rivière), au sud-est est creusée une douve, aujourd'hui occupée par le cours de la rivière Zolotoukha. Au sud, se situe actuellement la rue d'Octobre là où jadis se trouvaient également des douves. À l'ouest, se trouve actuellement la rue de Léningrad, là où jadis il y avait des douves et un monticule de terre. L'eau des douves provenait de l'affluent de la Vologda la Zolotoukha dont le cours avait été modifié à cette fin. En 1571, la construction du kremlin est interrompue après le départ impromptu du tsar de Vologda. Le mur d'enceinte et neuf tours du côté sud-est sont déjà construites et deux tours au sud-ouest qui sont reliées par des remparts. À l'intérieur du detinets, la cathédrale Sainte-Sophie de Vologda et la cour du tsar (encore en bois) ainsi que l'église Saint-Joachim-et-Anne sont déjà construits .
Après le départ du tsar, à l'emplacement prévu pour les murs inachevés est construite une prison en bois avec 21 (ou 23 ?) tours couvertes d'un chatior. Du côté sud-est les murs des tours sont en pierre et du côté nord-ouest certaines d'entre elles seulement. Malgré ce non-achèvement, le kremlin frappait par ses dimensions comme l'écrit l'aventurier Heinrich von Staden qui visita le nord de la Russie et en particulier Vologda, à l'époque d'Ivan le Terrible :

« la ville commence à s'édifier; la moitié des murs est en pierre et le reste est en bois. Ici sont érigés des palais en pierre; on y trouve de l'argent et de l'or, des bijoux et de la fourrure… Il y a encore 300 pièces de fusils récemment expédiés de Moscou… Pendant l'Opritchnina nuit et jour 500 archers montaient la garde».

## Le Kremlin auXVIIesiècle
Le 22 septembre 1612 lors de l'attaque de la ville par les Polonais et Lituaniens, une partie des murs et des tours du kremlin est incendiée. En 1632, la prison est restaurée mais toujours en bois.
En 1657, sous le tsar Alexis Ier, sur les tours en pierre du côté Est sont ajoutées des toitures en bois et entre les tours sont construits des murs en pierre. Le mur du côté Sud est reconstruit. Trois nouvelles tours en bois sont ajoutées entre celles en pierre qui existaient déjà.
On compte finalement pour l'ensemble de la forteresse onze tours en pierre du XVIIe siècle surmontées de chatiors en bois datant du XVIIe siècle et douze tours en bois plus récentes.

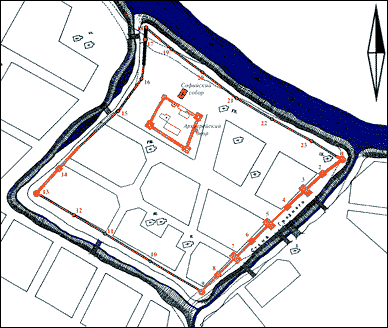
Plan schématique du Kremlin de Vologda sur base de la situation actuelle des rues (Reconstitution de N. Faline) avec l'indication de l'emplacement numéroté des tours. Au nord, se trouve la cour de l'Archevêque et la cathédrale Sainte-Sophie de Vologda formant le petit kremlin.

## Édifices principaux du Kremlin

Édifices principaux du Kremlin de Vologda
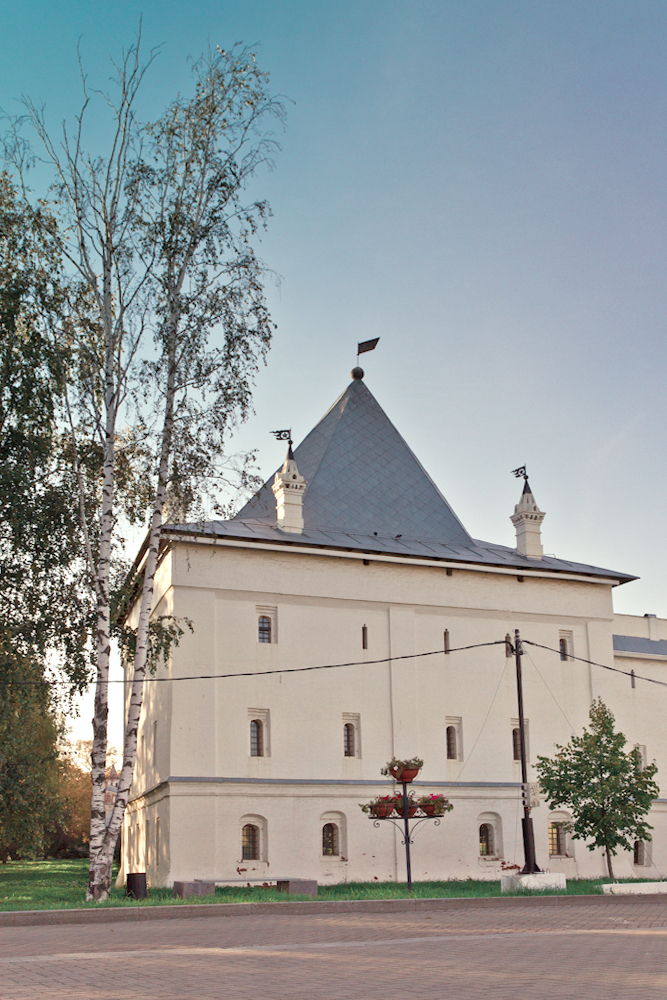
Tour du Sud-Ouest.
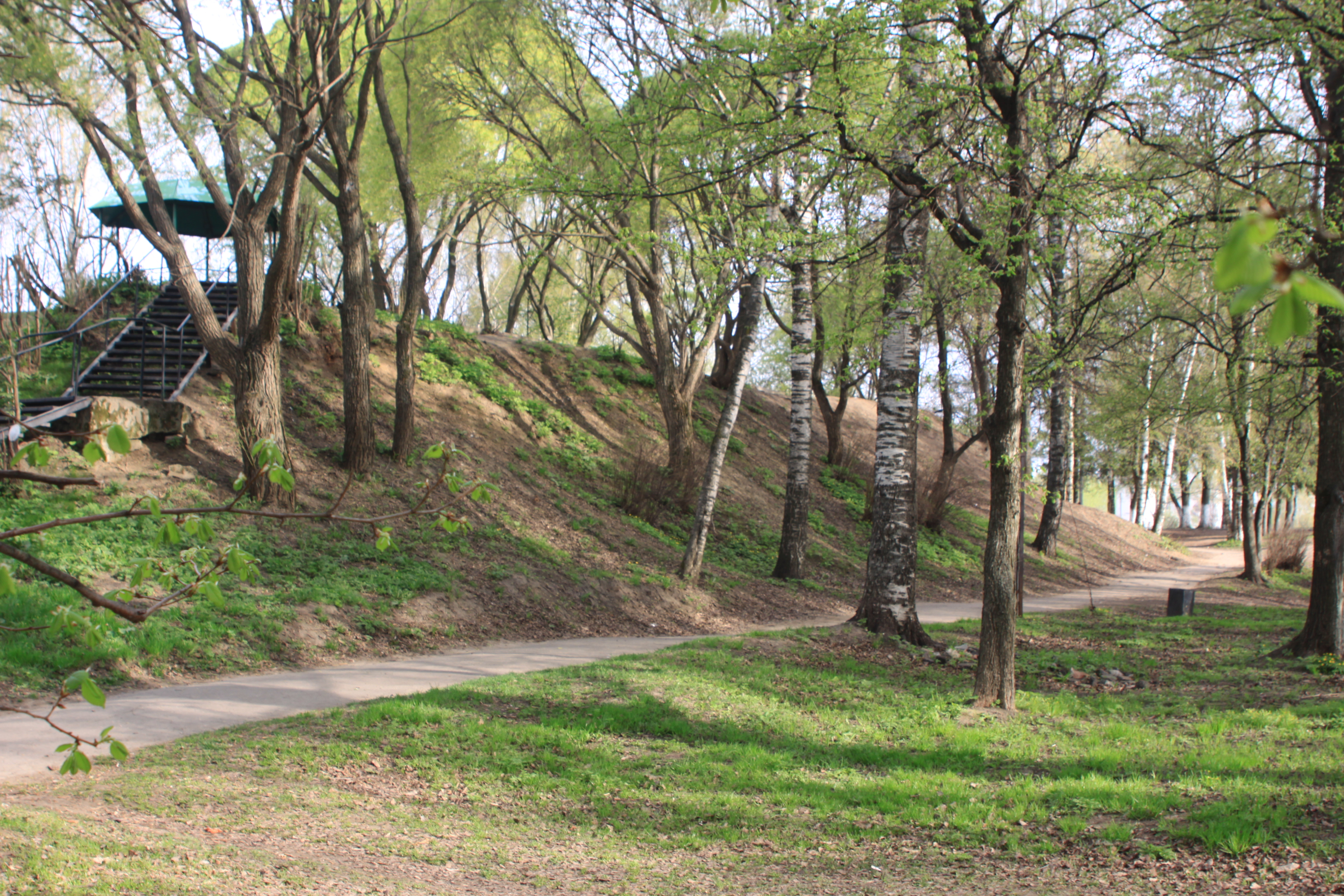
Reste des remparts dans un parc.
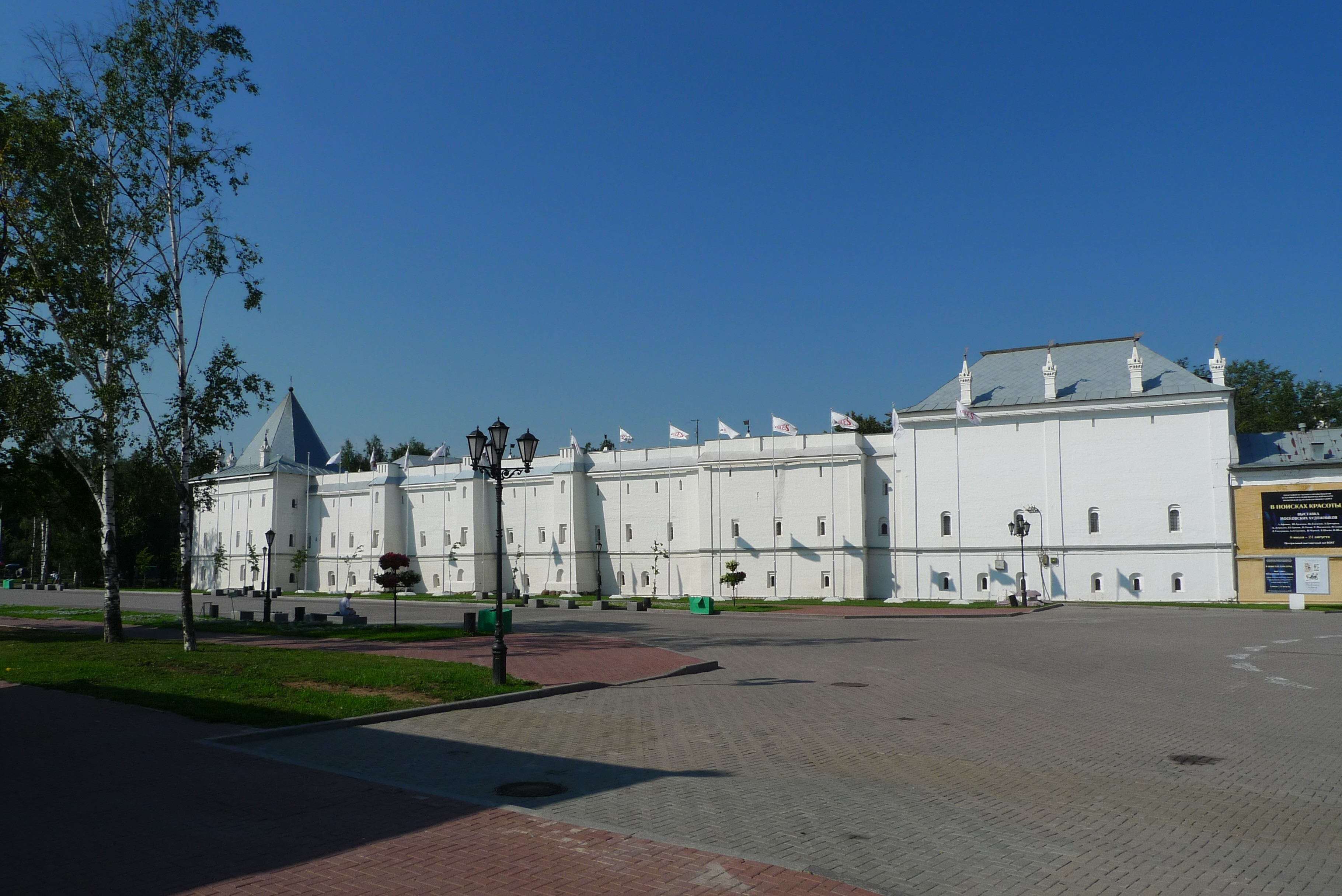
Vue du mur du petit kremlin.

### La cathédrale Sainte-Sophie et son clocher
La cathédrale Sainte-Sophie a été construite entre 1568 et 1570, sur l'ordre d'Ivan le Terrible, comme principal bâtiment de culte de la ville. Le peintre Dmitri Plekhanov l'a décorée de fresques entre 1686 et 1688. En 1923, à l'époque soviétique, les services religieux ont cessé d'y être célébrés et la cathédrale est devenue une partie du musée Musée-réserve de l'État d'art et d'architecture de Vologda.

### La cour de l'Archevêque
Le complexe de bâtiments servant de résidence à l'archevêque de Vologda a été installé dans les années 1580 à l'intérieur des murs du kremlin. Actuellement, comme les murs d'enceinte du grand kremlin ont en grande partie disparu? cette cour de l'Archevêque est appelée petit kremlin de Vologda ou même kremlin de Vologda. Il est devenu une partie du musée Musée-réserve de l'État d'art et d'architecture de Vologda et des expositions y sont organisées.